# Microtia

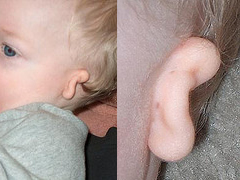
Microtia di livello 3 in un neonato.

Con microtia o microzia si fa riferimento ad una serie di malformazioni congenite dell'orecchio esterno accomunate da una riduzione delle dimensioni del padiglione auricolare. La microtia può essere unilaterale (solo una parte) o bilaterale (che interessa entrambe le parti). La microtia si verifica in 1 su circa 8.000-10.000 nascite. Nella microtia unilaterale, l'orecchio destro è più comunemente colpito. Può verificarsi come complicanza dell'assunzione di isotretinoina durante la gravidanza.

## Epidemiologia
È presente circa in 1 su 8000 nati vivi ed è di solito monolaterale.

## Classificazione
Si possono riscontrare diversi gradi di malformazione che spaziano dall'assenza totale del padiglione (anotia) o presenza di escrescenze cutaneo-cartilaginee ad una semplice riduzione delle dimensioni. Secondo la classificazione di Altman, ci sono quattro gradi di microtia:
- Grado I: sviluppo tutt'altro che completo dell'orecchio esterno con strutture identificabili e un piccolo ma presente canale uditivo esterno
- Grado II: un orecchio parzialmente sviluppato (di solito la parte superiore è sottosviluppata) con un canale uditivo esterno stenotico chiuso che produce una perdita dell'udito conduttiva.
- Grado III: assenza dell'orecchio esterno con una piccola struttura a forma di arachide e un'assenza del condotto uditivo esterno e del timpano. La microtia di grado III è la forma più comune di microtia.
- Grado IV: Assenza dell'orecchio totale o anotia.

## Eziologia
L'eziologia della microtia nei bambini rimane incerta ma ci sono alcuni casi che associano la causa della microtia a difetti genetici in più o singoli geni, altitudine e diabete gestazionale. I fattori di rischio raccolti dagli studi comprendono i neonati nati sottopeso, la gravità e la parità delle donne e l'uso di farmaci durante la gravidanza.  L'eredità genetica non è stata completamente studiata ma nei pochi studi disponibili, ha dimostrato di verificarsi durante le prime fasi della gravidanza.

## Diagnosi
Alla nascita, la microtia di grado basso è difficile da diagnosticare visivamente con un esame fisico. La microtia di grado superiore può essere diagnosticata visivamente a causa di anomalie evidenti. I bambini con anomalie evidenti sono attentamente monitorati da medici e specialisti dell'udito.

## Trattamento
L'obiettivo dell'intervento medico è fornire la migliore forma e funzionalità all'orecchio sottosviluppato.

### Deficit uditivi associati
La microtia può essere accompagnata da malformazioni del condotto uditivo, della membrana timpanica e della catena di ossicini dell'orecchio medio con conseguenti alterazioni funzionali.
In genere, alcuni test uditivi vengono eseguiti precocemente per determinare la qualità dell'udito. Questo può essere fatto già nelle prime due settimane con un test BAER (Brain Stem Auditory Response Test). All'età di 5-6 anni, è possibile eseguire scansioni TC dell'orecchio medio per chiarire il suo sviluppo e chiarire quali pazienti sono candidati idonei all'intervento chirurgico per migliorare l'udito. Per gli individui più giovani, questo viene fatto sotto sedazione.
La perdita dell'udito associata all'atria auricolare congenita è una perdita dell'udito conduttiva, la perdita dell'udito causata da una conduzione inefficiente del suono all'orecchio interno. In sostanza, i bambini con atresia auricolare hanno perdita dell'udito perché il suono non può viaggiare nell'orecchio interno (di solito) sano: non c'è canale uditivo, timpano e le piccole ossa dell'orecchio (malleo / martello, incudine / incudine e staffe / staffa) sono sottosviluppati. Raramente un bambino con atresia ha anche una malformazione dell'orecchio interno che porta a una perdita dell'udito neurosensoriale (fino al 19% in uno studio). La perdita dell'udito neurosensoriale è causata da un problema nell'orecchio interno, la coclea. La perdita dell'udito neurosensoriale non è correggibile con un intervento chirurgico, ma l'amplificazione dell'udito (apparecchi acustici) correttamente adattata e regolata generalmente fornisce un'eccellente riabilitazione per questa perdita dell'udito. Se la perdita dell'udito è grave o profonda in entrambe le orecchie, il bambino potrebbe essere un candidato per un impianto cocleare (oltre lo scopo di questa discussione).
La perdita dell'udito neurosensoriale unilaterale non era generalmente considerata una grave disabilità dall'establishment medico prima degli anni Novanta; si pensava che la persona affetta fosse in grado di adattarsi ad esso dalla nascita. In generale, ci sono eccezionali vantaggi da ottenere da un intervento per consentire l'udito nell'orecchio microtico, specialmente nella microtia bilaterale. I bambini con perdita dell'udito neurosensoriale unilaterale non trattato hanno maggiori probabilità di avere performance scolastiche sotto la media.
I bambini con perdita dell'udito neurosensoriale unilaterale richiedono spesso anni di logopedia per imparare a enunciare e comprendere la lingua parlata. Ciò che è veramente poco chiaro, e oggetto di uno studio di ricerca in corso, è l'effetto della perdita dell'udito conduttiva unilaterale (nei bambini con atresia auricolare unilaterale) sulla prestazione scolastica. Se non viene utilizzata la chirurgia atresia o una qualche forma di amplificazione, devono essere adottate misure speciali per garantire che il bambino acceda e comprenda tutte le informazioni verbali presentate in ambito scolastico. I consigli per migliorare l'udito di un bambino in ambito scolastico includono posti assegnati in classe, un sistema FM (l'insegnante indossa un microfono e il suono viene trasmesso ad un auricolare o un apparecchio acustico che il bambino indossa) , un apparecchio acustico ancorato all'osso (BAHA) o apparecchi acustici convenzionali. L'età per l'impianto di BAHA dipende dal fatto che il bambino sia in Europa (18 mesi) o negli Stati Uniti (età 5). Fino ad allora è possibile montare un BAHA su una banda morbida .
È importante notare che non tutti i bambini con atresia auricolare sono candidati per la riparazione di atresia. La candidatura alla chirurgia atresia si basa sul test dell'udito (audiogramma) e sull'imaging con scansione TC. Se viene costruito un canale dove non esiste, possono insorgere lievi complicazioni dalla naturale tendenza del corpo a guarire una ferita aperta chiusa. La riparazione di atresia auricolare è una procedura chirurgica molto dettagliata e complicata che richiede un esperto nella riparazione di atresia. Mentre possono sorgere complicazioni da questo intervento chirurgico, il rischio di complicanze è notevolmente ridotto quando si utilizza un otologo di grande esperienza. I pazienti con Atresia che optano per un intervento chirurgico avranno temporaneamente il canale pieno di spugna di gelatina e teli di silicone per prevenire la chiusura. I tempi di ricostruzione del condotto uditivo (canalplastica) dipendono dal tipo di riparazione dell'orecchio esterno (Microtia) desiderata dal paziente e dalla famiglia. Due squadre chirurgiche negli Stati Uniti sono attualmente in grado di ricostruire il canale contemporaneamente all'orecchio esterno in una singola fase chirurgica (ricostruzione dell'orecchio in una fase).
Nei casi in cui potrebbe essere possibile una successiva ricostruzione chirurgica dell'orecchio esterno del bambino, il posizionamento dell'impianto BAHA è fondamentale. Potrebbe essere necessario posizionare l'impianto più indietro del solito per consentire una riuscita chirurgia ricostruttiva, ma non fino a compromettere le prestazioni dell'udito. Se la ricostruzione ha esito positivo, è facile rimuovere il moncone BAHA percutaneo. Se l'intervento non ha esito positivo, l'abutment può essere sostituito e l'impianto può essere riattivato per ripristinare l'udito.

### Orecchio esterno
L'età in cui si può tentare la chirurgia dell'orecchio esterno dipende dalla tecnica scelta. L'eta per innesti di cartilagine costale è 7 anni. Tuttavia, alcuni chirurghi raccomandano di aspettare fino a 8-10 anni quando l'orecchio è più vicino alle dimensioni degli adulti. Sono state realizzate protesi auricolari esterne per bambini di 5 anni.
Per la ricostruzione auricolare, ci sono diverse opzioni:
- Ricostruzione dell'innesto di cartilagine costale: questo intervento chirurgico può essere eseguito da specialisti della tecnica.[14][15][16] Implica la scultura della cartilagine costale del paziente nella forma di un orecchio. Poiché la cartilagine è tessuto del paziente, l'orecchio ricostruito continua a crescere come fa il bambino. Per essere sicuri che la gabbia toracica sia abbastanza grande da fornire il tessuto donatore necessario, alcuni chirurghi attendono che il paziente abbia 8 anni;[17][18] tuttavia, alcuni chirurghi con più esperienza con questa tecnica possono iniziare la chirurgia su un bambino anche di sei anni.[19] Il principale vantaggio di questo intervento chirurgico è che il tessuto stesso del paziente viene utilizzato per la ricostruzione. Questo intervento chirurgico varia da due a quattro fasi a seconda del metodo preferito dal chirurgo. Una nuova tecnica di ricostruzione dell'orecchio in una fase viene eseguita da alcuni chirurghi selezionati. Un team è in grado di ricostruire l'intero orecchio esterno e il condotto uditivo in un'unica operazione.
- Ricostruire l'orecchio usando un impianto in polietilene (chiamato anche Medpor): si tratta di un intervento chirurgico di stadio 1-2 che può iniziare all'età di 3 anni e può essere eseguito ambulatorialmente senza ricovero in ospedale. Utilizzando la struttura porosa, che consente al tessuto del paziente di crescere nel materiale e al lembo di tessuto stesso del paziente, un nuovo orecchio viene costruito in un singolo intervento chirurgico. Un piccolo secondo intervento chirurgico viene eseguito in 3-6 mesi se necessario per piccoli aggiustamenti. Medpor è stato sviluppato da John Reinisch.[20] Questo intervento chirurgico dovrebbe essere eseguito solo da esperti delle tecniche coinvolte.[21] L'uso di protesi in polietilene poroso per la ricostruzione dell'orecchio fu iniziato negli anni '80 da Alexander Berghaus.[22]
- Protesi dell'orecchio: una protesi auricolare è realizzata su misura da un anaplastologo per rispecchiare l'altro orecchio.[23] Le orecchie protesiche possono apparire molto realistiche. Richiedono alcuni minuti di assistenza quotidiana. Sono tipicamente realizzati in silicone, che è colorato in modo da adattarsi alla pelle circostante e può essere fissato mediante adesivo o con viti in titanio inserite nel cranio a cui la protesi è fissata con un sistema magnetico o di tipo barra / clip. Queste viti sono uguali alle viti BAHA (protesi acustiche ancorate all'osso) e possono essere posizionate contemporaneamente. Il più grande vantaggio rispetto a qualsiasi intervento chirurgico è avere un orecchio protesico che consente all'orecchio interessato di apparire il più normale possibile all'orecchio naturale. Il più grande svantaggio è la cura quotidiana coinvolta e sapere che la protesi non è reale.

### Condizioni correlate
Atresia auricolare è il sottosviluppo dell'orecchio medio e del canale e di solito si verifica in combinazione con microtia. Atresia si verifica perché i pazienti con microtia potrebbero non avere un'apertura esterna al condotto uditivo, tuttavia. Tuttavia, la coclea e altre strutture dell'orecchio interno sono generalmente presenti. Il grado di microtia di solito è correlato al grado di sviluppo dell'orecchio medio. La microtia è generalmente isolata, ma può verificarsi in combinazione con microsomia emifacciale, sindrome di Goldenhar o sindrome di Treacher-Collins. Occasionalmente è anche associato ad anomalie renali (raramente pericolose per la vita) e problemi alla mascella e, più raramente, difetti cardiaci e deformità vertebrali.